# Run for water
Run for water är ett lopp som den 18 april 2010 ägde rum i tvåhundra städer runt om i världen. Sträckan på 6 km symboliserar den genomsnittliga sträcka som kvinnor och barn i stora delar av Afrika tvingas gå varje dag för att hämta vatten. 
Loppet, som kan ses som vattenbristens motsvarighet till energifrågans Earth Hour, lockade tiotusentals människor världen över som deltog för att visa engagemang för en av dagens största miljöproblem. Bakom arrangemanget står organisation Live Earth som startats av bland andra USA:s tidigare vicepresident Al Gore. Runt om i världen deltog kända personer som Carl Lewis och Jessica Biel.
Bara i Stockholm deltog över två tusen personer, bland den fanns bland andra kultursministern Lena Adelsohn Liljeroth och höjdhopparen Kajsa Bergqvist. Stockholm Run for Water genererade 120 762 kr till tre vattenprojekt i Afrika. För var och en av de 2 237 anmälda i Stockholm Run for Water går 50 kr till tre vattenprojekt som Frälsningsarmén, Läkarmissionen och Vi-skogen (här avses projektet Solvatten) driver i Afrika.